# 이고르 파이샹
이고르 길례르미 바르보자 다 파이샹 (Igor Guilherme Barbosa da Paixão, 2000년 6월 28일 ~ )는 브라질의 축구 선수이며, 현재 마르세유에서 공격수 또는 윙어로 뛰고 있다.